# Seankhibtawy Seankhibra
Seankhibtawy Seankhibra là tên của một vị vua Ai Cập cổ đại thuộc vương triều thứ 11 hoặc nhiều khả năng hơn là vương triều thứ 12 hoặc vương triều thứ Mười Ba của Ai Cập, trong thời kỳ Trung Vương quốc của Ai Cập. Cho tới năm 2018, Seankhibtawy Seankhibra chỉ được biết đến từ một acsitrap duy nhất được tìm thấy tại Ayn Shams, trên nền thành phố cổ đại Heliopolis, tại đây nó từng được đùng để trang trí một ngôi mộ tư nhân. Hiện vẫn chưa rõ liệu rằng Seankhibtawy Seankhibra là một vị vua vô danh chưa được biết đến hoặc là một tên gọi khác của một vị vua được biết đến rõ hơn của vương triều thứ 12 hoặc 13.

## Đồng nhất
Việc xác định danh tính của ông gây nên nhiều vấn đề trong ngành Ai Cập học, vì không có vị vua nào khác đã được biết tới với tên gọi như vậy mà có niên đại thuộc về thời kỳ Trung Vương quốc. Công trình kỷ niệm có tên của vị vua này có niên đại thuộc về thời kỳ Trung Vương quốc dựa trên cơ sở phong cách nghệ thuật. Tên của chủ nhân công trình kỷ niệm này đã bị hư hại, nhưng từ những gì ít ỏi còn sót lại có thể cho thấy rằng đó có thể là người có tên là Heny.
Tước hiệu của các vị vua Ai Cập cổ đại bao gồm 5 tên gọi. Tên prenomen và tên nomen là các tên gọi thường xuyên được sử dụng nhất trên các công trình kỷ niệm. Một tên gọi quan trọng khác là tên Horus. Seankhibtawy Seankhibra xuất hiện trên công trình kỷ niệm này với tên Horus Seankhibtawy và tên prenomen Seankhibra. Không có vị vua nào khác mang kiểu tên kết hợp như vậy. Cho tới năm 2018, chỉ có duy nhất một vị vua đã được biết tới mà đến từ cùng giai đoạn lịch sử với tên prenomen Seankhibra: pharaon Amenemhat VI thuộc giai đoạn đầu vương triều thứ 13. Một vị vua thứ hai có cùng prenomen được chứng thực trong bản danh sách vua Turin là một vi vua ít tên tuổi thuộc vương triều thứ 14 sau này, nhưng ông ta không được biết đến từ bất cứ chứng thực đương thời nào.
Khối acsitrap không rõ nguồn gốc này, nó có thể đến từ một cuộc khai quật cứu không được ghi chép lại. Người đầu tiên chú giải về vị vua này là Detlef Franke, ông ta quy công trình này cho Amenemhat VI. Trong nghiên cứu về Thời kỳ Chuyển tiếp thứ Hai của mình, Kim Ryholt đã ủng hộ niên đại của Franke. Khối acsitrap này chỉ được xuất bản hoàn toàn vào năm 2005 bởi Mey Zaki, ông ta một lần nữa ủng hộ niên đại và sự đồng nhất này. Ngược lại, nhà Ai Cập học William Kelly Simpson xác định niên đại của công trình này là vào giai đoạn cuối của vương triều thứ 11, vào thời kỳ được cho là thuộc triều đại của Mentuhotep IV, một vị pharaon ít được biết đến với chỉ một vài chứng thực. Tuy nhiên, các nhà Ai Cập học khác như Alexander Ilin-Tomich, cho rằng niên đại của công trình này nhiều khả năng là thuộc về vương triều thứ 12 dựa trên cơ sở phong cách, có thể là vào giai đoạn đầu của vương triều này dưới triều đại của Amenemhat I, Senusret I hoặc Amenemhat II.
Do đó, Seankhibtawy Seankhibra hoặc là một vị vua có triều đại ngắn ngủi chưa được chứng thực; hoặc là một tên gọi khác của một trong số những vị vua được đề cập tới ở trên trước khi họ đổi tên thành dạng được biết đến nhiều hơn từ các công trình khác.